# Robertot
Robertot é uma comuna francesa na região administrativa da Normandia, no departamento de Sena Marítimo. Estende-se por uma área de 2,43 km². Em 2010 a comuna tinha 223 habitantes (densidade: 91,8 hab./km²).